# Vrh pri Hinjah
Vrh pri Hinjah (Duits: Neuassenburg) is een plaats in Slovenië en maakt deel uit van de gemeente Žužemberk in de NUTS-3-regio Jugovzhodna Slovenija. De plaats telde 48 inwoners op 1 januari 2020.